# Chapina (carabina)
A Chapina é uma carabina de ação por ferrolho de origem brasileira, fabricada entre 1964 e 1975 pela Empresa Irmãos Chapina S/A em Itaquaquecetuba; destinava-se principalmente a usuários civis e empresas de segurança privada. A arma possui câmara para o cartucho .32-20 Winchester – o mais alto legalmente disponível para civis sob o governo militar – e é alimentada por um carregador destacável de 5 tiros.